# Daishi Dance
Daishi Dance, de son vrai nom Daishi Suzuki (鈴木大士, Suzuki Daishi; né en 1976), est un DJ et producteur de disques japonais.